# Książęta krakowscy
Książęta krakowscy

## Książęta senioralni krakowscy

### Dynastia Piastów
| Daty panowania | Władca                  | Pokrewieństwo                  | Uwagi              |
| -------------- | ----------------------- | ------------------------------ | ------------------ |
| 1138–1146      | Władysław II Wygnaniec  | syn Bolesława III Krzywoustego | usunięty, zm. 1159 |
| 1146–1173      | Bolesław IV Kędzierzawy | syn Bolesława III Krzywoustego |                    |
| 1173–1177      | Mieszko III Stary       | syn Bolesława III Krzywoustego | usunięty           |

## Książęta zwierzchni krakowscy

### Dynastia Piastów
| Daty panowania | Władca                    | Pokrewieństwo                    | Uwagi                     |
| -------------- | ------------------------- | -------------------------------- | ------------------------- |
| 1177–1191      | Kazimierz II Sprawiedliwy | syn Bolesława III Krzywoustego   | usunięty                  |
| 1191           | Mieszko III Stary         | syn Bolesława III Krzywoustego   | po raz drugi, usunięty    |
| 1191–1194      | Kazimierz II Sprawiedliwy | syn Bolesława III Krzywoustego   | po raz drugi              |
| 1194–1198      | Leszek Biały              | syn Kazimierza II                | usunięty                  |
| 1198–1199      | Mieszko III Stary         | syn Bolesława III Krzywoustego   | po raz trzeci, abdykował  |
| 1199           | Leszek Biały              | syn Kazimierza II Sprawiedliwego | po raz drugi, usunięty    |
| 1199–1202      | Mieszko III Stary         | syn Bolesława III Krzywoustego   | po raz czwarty            |
| 1202–1206      | Władysław III Laskonogi   | syn Mieszka III Starego          | usunięty                  |
| 1206–1210      | Leszek Biały              | syn Kazimierza II Sprawiedliwego | po raz trzeci, usunięty   |
| 1210–1211      | Mieszko IV Plątonogi      | syn Władysława II Wygnańca       |                           |
| 1211–1225      | Leszek Biały              | syn Kazimierza II Sprawiedliwego | po raz czwarty            |
| 1225           | Henryk I Brodaty          | wnuk Władysława II Wygnańca      | usunięty                  |
| 1225–1227      | Leszek Biały              | syn Kazimierza II Sprawiedliwego | po raz piąty, zamordowany |

## Książętakrakowscy
| Daty panowania | Władca                      | Pokrewieństwo                              | Uwagi                                                                    |
| -------------- | --------------------------- | ------------------------------------------ | ------------------------------------------------------------------------ |
| 1228–1229      | Władysław III Laskonogi     | syn Mieszka III Starego                    | po raz drugi, usunięty, zm. 1231                                         |
| 1229           | Henryk I Brodaty            | wnuk Władysława II Wygnańca                | po raz drugi                                                             |
| 1229–1231      | Konrad I mazowiecki         | syn Kazimierza II,                         | usunięty                                                                 |
| 1231–1238      | Henryk I Brodaty            | wnuk Władysława II Wygnańca                | po raz trzeci                                                            |
| 1238–1241      | Henryk II Pobożny           | syn Henryka I                              |                                                                          |
| 1241           | Bolesław II Rogatka         | syn Henryka II                             | usunięty, zm. 1278                                                       |
| 1241–1243      | Konrad I mazowiecki         | syn Kazimierza II Sprawiedliwego           | po raz drugi, usunięty, zm. 1247                                         |
| 1243–1279      | Bolesław V Wstydliwy        | syn Leszka I                               |                                                                          |
| 1279–1288      | Leszek Czarny               | wnuk Konrada I, adoptowany syn Bolesława V |                                                                          |
| 1288           | Bolesław II (VI) mazowiecki | wnuk Konrada I                             | usunięty po kilku miesiącach                                             |
| 1288–1289      | Henryk IV Probus            | wnuk Henryka II                            | po raz drugi                                                             |
| 1289           | Bolesław II (VI) mazowiecki | wnuk Konrada I                             | po raz drugi, zajął Kraków rządzony przez Henryka IV po kilku miesiącach |
| 1289           | Władysław Łokietek          | brat Leszka II                             |                                                                          |
| 1289–1290      | Henryk IV Probus            | wnuk Henryka II                            | po raz drugi                                                             |
| 1290–1291      | Przemysł II                 | w czwartym stopniu potomek Mieszka III,    | usunięty, król Polski w latach 1295–1296, zm. 1296                       |

### DynastiaPrzemyślidów
| Daty panowania | Władca     | Pokrewieństwo     | Uwagi                           |
| -------------- | ---------- | ----------------- | ------------------------------- |
| 1291–1305      | Wacław II  | zięć Przemysła II | król Czech, od 1300 król Polski |
| 1305–1306      | Wacław III | syn Wacława II    | król Polski i Czech             |

### Dynastia Piastów
| Daty panowania | Władca                                                     | Pokrewieństwo                                              | Uwagi                                                      |
| -------------- | ---------------------------------------------------------- | ---------------------------------------------------------- | ---------------------------------------------------------- |
| 1306–1320      | Władysław I Łokietek                                       | brat Leszka Czarnego                                       | po raz drugi, król Polski od 1320                          |
| 1320           | zjednoczenie ziem polskich, powstanie Królestwa Polskiego. | zjednoczenie ziem polskich, powstanie Królestwa Polskiego. | zjednoczenie ziem polskich, powstanie Królestwa Polskiego. |

## Królestwo Polskie
Zjednoczenie Państwa Polskiego i zakończenie rozbicia dzielnicowego w 1320